# Fertile (Minnesota)
Fertile és una població dels Estats Units a l'estat de Minnesota. Segons el cens del 2000 tenia 893 habitants.

## Demografia
Segons el cens del 2000, Fertile tenia 893 habitants, 396 habitatges, i 220 famílies. La densitat de població era de 182,4 habitants per km².
Dels 396 habitatges en un 21,7% hi vivien nens de menys de 18 anys, en un 45,7% hi vivien parelles casades, en un 8,3% dones solteres, i en un 44,2% no eren unitats familiars. En el 42,2% dels habitatges hi vivien persones soles el 29,3% de les quals corresponia a persones de 65 anys o més que vivien soles. El nombre mitjà de persones vivint en cada habitatge era de 2,08 i el nombre mitjà de persones que vivien en cada família era de 2,87.
Per edats la població es repartia de la següent manera: un 20,3% tenia menys de 18 anys, un 4,8% entre 18 i 24, un 20,9% entre 25 i 44, un 16,1% de 45 a 60 i un 37,8% 65 anys o més.
L'edat mediana era de 49 anys. Per cada 100 dones de 18 o més anys hi havia 72,8 homes.
La renda mediana per habitatge era de 23.021 $ i la renda mediana per família de 30.192 $. Els homes tenien una renda mediana de 27.344 $ mentre que les dones 20.341 $. La renda per capita de la població era de 14.866 $. Entorn de l'11,1% de les famílies i el 17% de la població estaven per davall del llindar de pobresa.

## Poblacions més properes
El següent diagrama mostra les poblacions més properes.